# 韋布耶
韋布耶是東非國家肯雅的城鎮，由西部省負責管轄，海拔高度1,523米，受熱帶氣候影響，土地主要用作自給農業，鎮上有造紙廠、化工廠和製糖廠，1999年人口約19,600。
0°37′N 34°46′E / 0.617°N 34.767°E